# Перемога Орлів
«Перемога орлів» (англ. Victory of Eagles) — п'ятий роман в жанрі альтернативної історії / фентезі «Темерейр» американської письменниці Наомі Новік. Серіал розповідає про дії Вільяма Лоуренса та його дракона Темерейра.
Книга була випущена у твердій обкладинці в Північній Америці та Великій Бобританії видавництвом Voyager Books 8 липня 2008 року.

## Деталі сюжету
На початку роману Вільям Лоуренс потрапляє до в'язниці на борту корабля «Голіаф», ув'язнений, а не страчений за хорошу поведінку Темерейр. Перебуваючи на борту корабля, він разом з екіпажем б'ється з Великою армією, яка за підтримки Повітряної армії намагається вторгнутися до Великої Британії. Їм це вдається, і Лоуренс, як повідомляють, загинув у бою, коли потопили «Голіаф». Темерер, який нудився на розпліднику в Пен-і-Фан, отримує цю інформацію і втрачає будь-яке бажання залишатися тихим і добре поводитися. Натомість, спонукуваний частково патріотизмом, а частково помстою, він організовує численних неприв'язаних драконів розплідника в ополчення, використовуючи обіцянки призів як заманливу спокусу. Залучивши в якості матеріально-технічної підтримки персонал розплідника (людей), він та інші дракони вирушають на південь, щоб зробити все можливе проти Наполеона Бонапарта. Це, звісно, призводить до веселої погоні: Лоренс, який не загинув на борту «Голіафа», збирає Таркея, який тепер служить у Повітряному корпусі, щоб повернути Темерера під аркан, і він прибуває в Пен-і-Фан, можливо, через півдня після того, як дракони вирушили в дорогу. Вони возз'єднуються за межами Гарлесдена, де Темерейр вже виступив і здобув вирішальну перемогу над групою маршала Лефевра; насправді Лоранса перехоплює кур'єр, який розшукує командира ополчення (тобто Темерер) з комісією полковника.
Лоуренс, Темеренс і ополчення Темерейра, майже миттєво доповнене Іскоркою та її зграєю турецьких здичавілих, перегруповуються з британською армією в Гарпендені, приймаючи його призначення. Генерал Артур Веллслі, більш вільнодумний, ніж більшість британського вищого командування, приймає ідею Темерейра як офіцера, і згодом ставиться до Темерейр з усіма правами і обов'язками полковника (в тому числі, вичитує його, коли його командування йде не так, що, до честі Темерейра, він сприймає близько до серця). Сер Г'ю Далримпл Росс командує обороною Лондона, хоча Велслі відкидає ці зусилля як програну справу, тепер, коли Гораціо Нельсон і його двадцять кораблів відправлені до Копенгагена. Незважаючи на це, зусилля докладаються, доповнені тактикою, розробленою Темерейром і Персіцією, драконом, що ненавидить насильство, але дуже розумним, якому (серед іншого) було доручено керувати артилерією ополчення. Обидві сторони налічують близько тридцяти тисяч чоловік, але залишається питання, куди подівся маршал Даву; після того, як битва розпочалася, виявляється, що він обходить британців з флангу з додатковими двадцятьма тисячами. Лише блискуча дія Веллеслі дозволяє британцям врятуватися.
Допомагаючи британській армії виводити війська, Лоренс і Темерер розмовляють з Веллеслі про свої уявлення про драконячу рівність. Лоренс розповідає про власний досвід перебування за кордоном, де до драконів ставляться як до рівноправних членів суспільства, а не як до запряжених і контрольованих людьми, як британські дракони, суспільства, які матеріально збагачуються завдяки такому підходу; а адмірал Джейн Роланд висуває свою теорію про те, що Наполеон зміцнив власний повітряний корпус, поширивши подібні привілеї на здичавілих мешканців континенту. Велслі погоджується відкрити криївки для загального користування, і що драконам можуть платити безпосередньо вартість їхнього утримання (близько 400 фунтів), щоб вони могли витрачати їх на власний розсуд. Він також краде сторінку з книги Наполеона, використовуючи драконів як масовий транспорт для своїх солдатів; дракони повинні перестрибувати за годину туди і назад, але полк тепер може переміщатися на додаткові двадцять миль в день. Нарешті, Лоуренс і Таркей повинні відволікти увагу, коли Іскорка, нетерпляча до відступу, тікає в обійми французів і потрапляє в полон; вони пробираються до Лондона, щоб визволити її та Ґренбі. Це особливо болісна вправа для Лоуренса, адже під час втечі його затримують Бертрам Вулві, людина, знайома йому з дитинства, та його дружина Едіт Ґальман, з якою у Лоуренса колись були серйозні, але неофіційні заручини. Вулві, з причин, про які він не хоче розповідати, допомагає їм пробратися до Кенсінгтонського палацу, і під час втечі його вбивають.
Після перегрупування на тренувальних полігонах авіаційного корпусу в Лох-Лагган, Шотландія, Велслі та британське верховне командування намагаються вирішити свою стратегію, включаючи питання про те, як найкраще захистити короля Георга III, який погано почувається. Роланд оголошує, що вона та адмірал Коллінгвуд спільно відбили ще один десант у Фолкстоуні та закрили Ла-Манш від подальшого вторгнення, затримавши Наполеона на Британському острові. Веллслі обіцяє перемогу і отримує командування. Потім він відправляє Лоуренса, Темерейра, Іскорку та вісім драконів, обраних кігтями (в основному з колишнього формування Темерейра), в англійську сільську місцевість, щоб атакувати французькі фуражні групи з наміром вибити голодом Велику Армію, особливо вічно голодних драконів, і скорочення зони контролю Наполеона. Накази Лоуренса визначають, що не можна вступати в рукопашні бої і не можна давати пощади, незважаючи на явну перевагу британських партизанів у військовій силі; Лоуренс, розуміючи це, вимагає, щоб решта загону отримала письмові накази про те, що вони повинні виконувати команди Лоуренса, не уточнюючи, якими можуть бути ці команди, таким чином захищаючи загін від звинувачень у воєнних злочинах. Ця місія відіграє важливу роль у привчанні громадян Британії до присутності драконів, які тепер захищають їх від грабунків французьких загонів; незважаючи на більший розмір цих бійців опору, британська сільська місцевість стає для них таким же захисником, як і будь-яка інша. Однак, незважаючи на це, Лоуренс врешті-решт вирішує не підкорятися наказам і повідомляє про це Велслі.
На щастя, Веллслі вирішив, що настав час для бою, і неправильно витлумачив відповідь Лоуренса як спробу перекласти відповідальність на ланцюжок командування. Британська армія розгорнута на південному березі гирла Темзи, сумнівній позиції, якій Веллеслі знає, що Наполеон не зможе протистояти. Він наказує гвардійцям Колдстріму та шотландським сірим утримувати центр, тоді як інші елементи підтримують і, коли настане час, оточують сили Наполеона. У день битви поле оповите туманом, і Бонапарт натискає свої переваги. Він майже скористався тим днем, коли туман нарешті розвіявся, дозволивши адміралу Нельсону та його значному флоту, таємно повернулися з Копенгагена й чекали зараз у Ла-Манші, атакувати наступаючих французів повним бортом, поки артилерія притискає їх на місці. У той час як люди і дракони вбиваються в землю, Лієн вперше піднімається на крило і використовує божественний вітер, щоб викликати цунамі, яке знищує флот, топить усі кораблі та вбиває майже всіх людей, включаючи Нельсона. Це допомагає Наполеону виграти час для відступу під проводом Лієна, але його вщент розбито.
Після битви все змінюється на краще для британських драконів: використовуючи здобуті на полі скарби, вони фінансують будівництво власних павільйонів. Веллслі, тепер у своєму знайомому титулі як герцог Веллінгтон, пом'якшує вирок Лоуренсу на транспортування до колонії Новий Південний Уельс (Австралія); він також повинен принести три яйця дракона, щоб надати колонії трохи повітряних сил. Роман закінчується тим, що він і Темерейр у супроводі невгамовної Іскорки, яка вимагає яйце від Темерейра, знаходяться на борту «Альянсу» і пливуть до своєї нової долі.

## Історичний контекст
Завдяки можливостям повітряного транспорту Наполеон може успішно вторгнутися та окупувати Англію (Перша книга посилається на цитату графа Сент-Вінсента «Я не кажу, що французи не можуть прийти, я лише кажу, що вони не можуть прийти морем»). Окупація триває місяцями.
Артур Веллслі став герцогом Веллінгтоном у результаті подій у цьому романі, дія яких відбувається у 1808 році; це п'ять років до історичного Веллслі . Його персонаж зображений суворим і прагматичним, він вважає доцільним прийняти драконів і жінку-адмірала, але також порушити воєнні угоди, щоб воювати з французами.
Смерть Гораціо Нельсона змінена через те, що в книгах він пережив Трафальгарську битву. Натомість він гине під час масового затоплення британського флоту. Незважаючи на інші обставини, у романі все ж змальовано народне горе, що відбулося. Посилаються на його історичні погляди проти скасування смертної кари, оскільки персонаж Лоренс є затятим прихильником аболіціонізму.

## Відгуки
Огляд Томаса М. Вагнера на SF Reviews.net